# 皮帕尔萨纳乔达里
皮帕尔萨纳乔达里（Pipalsana Chaudhari），是印度北方邦Bareilly县的一个城镇。总人口7964（2001年）。

## 人口
该地2001年总人口7964人，其中男性4236人，女性3728人；0—6岁人口1490人，其中男793人，女697人；识字率55.40%，其中男性为64.57%，女性为44.98%。